# Crécy-en-Ponthieu
Pour les articles homonymes, voir Crécy.
Crécy-en-Ponthieu est une commune française située dans le département de la Somme, en région Hauts-de-France.
La commune est connue internationalement car elle fut le théâtre de la bataille de Crécy, l'une des premières de la Guerre de Cent Ans en 1346, ainsi que par son massif forestier, le plus important du département.
Depuis le décret du 28 juillet 2020, la commune fait partie du parc naturel régional Baie de Somme - Picardie maritime.
La commune fait partie des villes et villages labellisés Pays d'art et d'histoire qui œuvrent à mettre en avant leur patrimoine,.

## Géographie

### Localisation

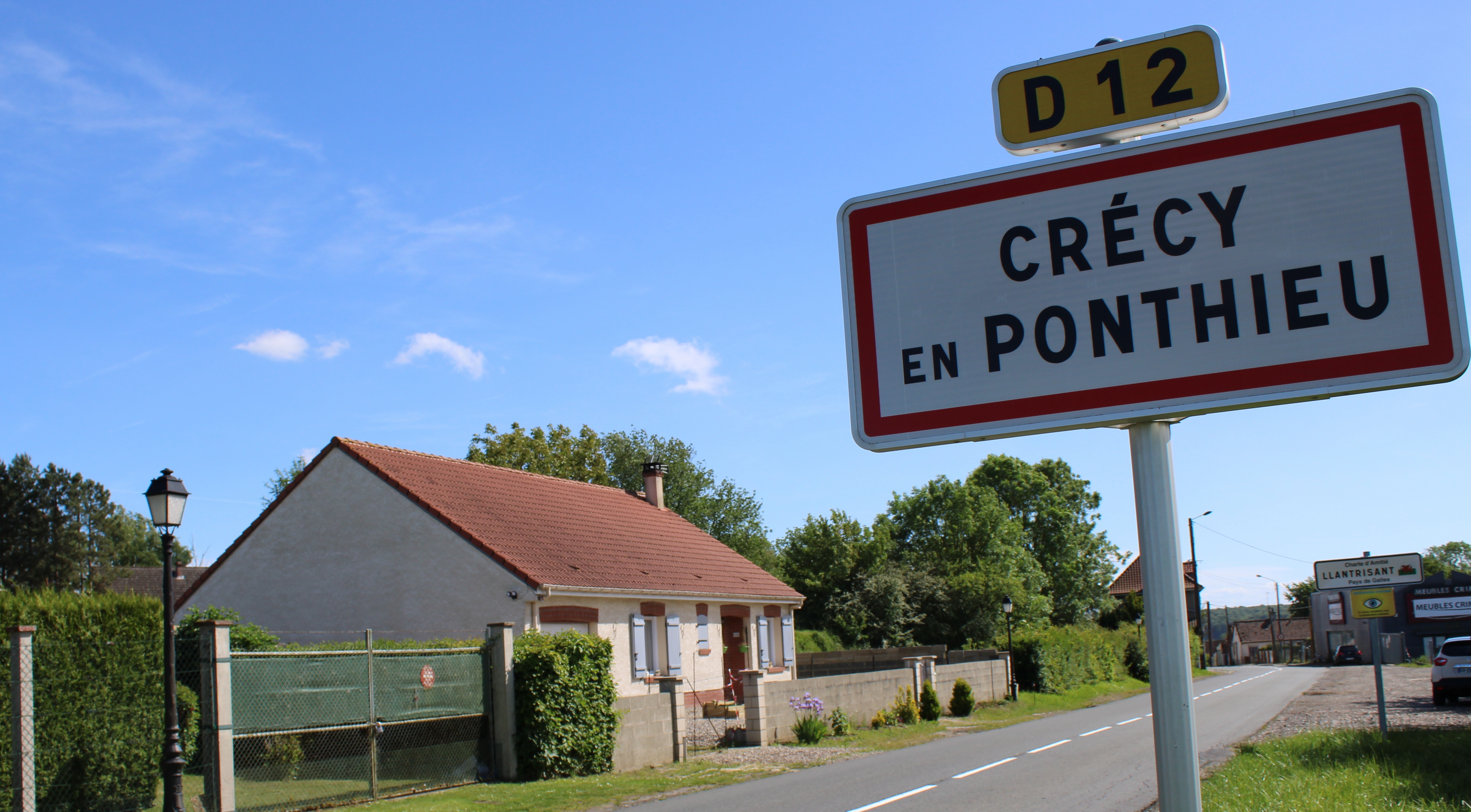
Une entrée de la commune.

Crécy-en-Ponthieu est un bourg picard du Ponthieu.
Limitrophe de Nouvion, la localité est située à 17 km au sud-ouest d'Hesdin-la-Forêt, 17 km au nord d'Abbeville et à 50 km au nord-ouest d'Amiens à vol d'oiseau.
Le territoire de la commune est limitrophe de ceux de quatorze communes.
Les communes limitrophes sont  Bernay-en-Ponthieu, Canchy, Dompierre-sur-Authie, Domvast, Estrées-lès-Crécy, Fontaine-sur-Maye, Forest-Montiers, Forest-l'Abbaye, Froyelles, Ligescourt, Machiel, Machy, Nouvion et Regnière-Écluse.

### Géologie et relief
Le sol et le sous-sol de la commune sont formés de terrains sédimentaires tertiaires et quaternaires reposant sur un lit de marne argileuse ou sur un fond de tuf très dur. Cette marne ou ce tuf sont recouverts d'une couche de tourbe végétale d'un épaisseur variant de quelques centimètres à plusieurs mètres.
En dessous de la marne, se trouvent des lits de gros silex et de pyrite de fer. Le nord-est du plateau est argileux.
Le long de la Maye, le terrain est formé d'alluvions.
Le relief de la commune est celui d'un plateau bordé au nord de coteaux et d'une vallée. L'altitude varie de 23 m à 67 m au point le plus haut.

### Hydrographie

#### Réseau hydrographique
La commune est située dans le bassin Artois-Picardie. Elle est drainée par la Maye.
La Maye contourne la bourgade par le sud, en faisant une courbe en arc. D'une longueur de 38 km, elle prend sa source dans la commune de Fontaine-sur-Maye,à l'altitude de 40 mètres, et se jette  dans la baie de Somme en limite des communes de Saint-Quentin-en-Tourmont et du Crotoy, après avoir traversé dix communes.
Deux nappes phréatiques sont situées sous les bancs de marne calcaire et sous le tuf.

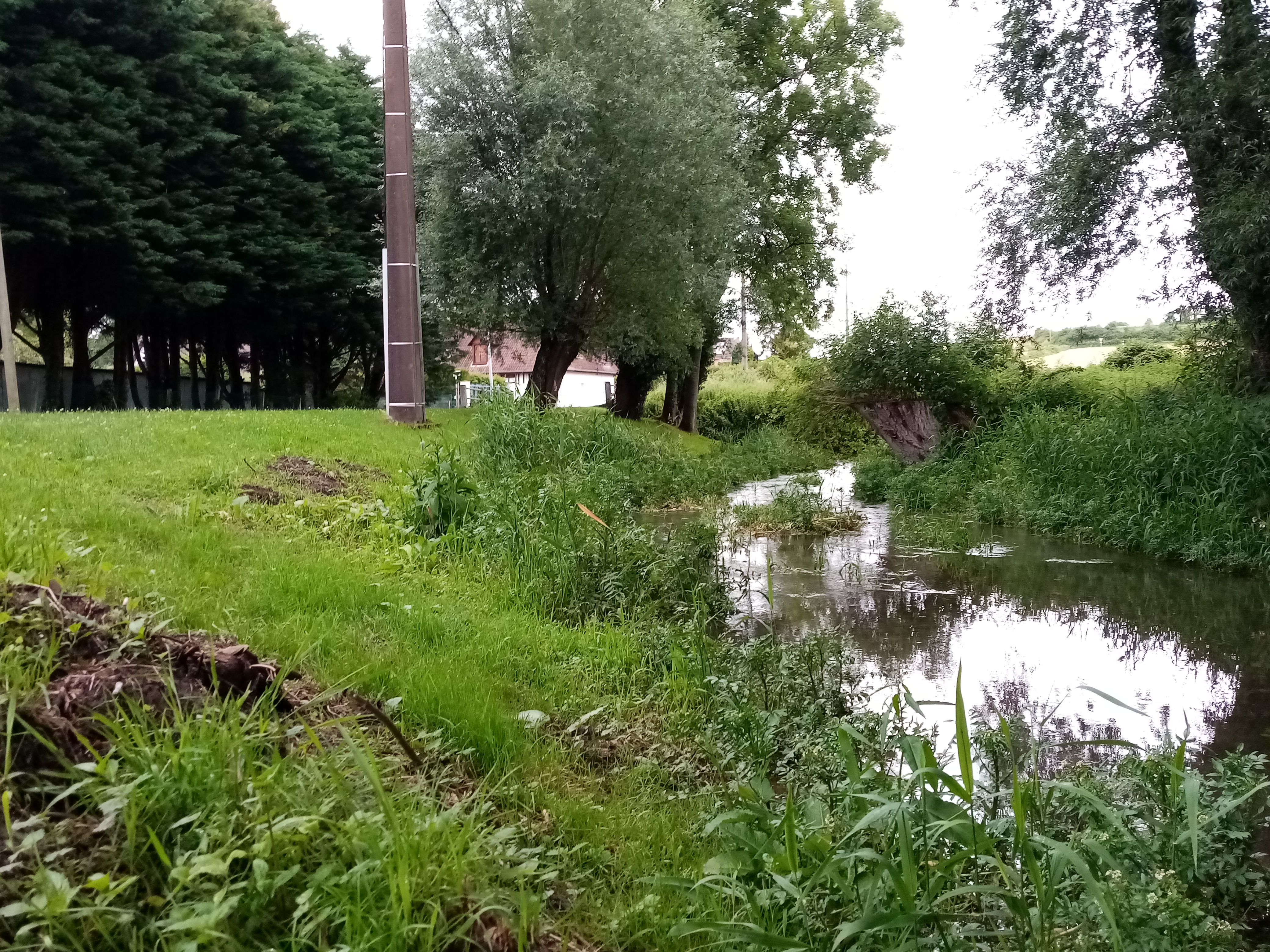
La Maye à Caumartin.
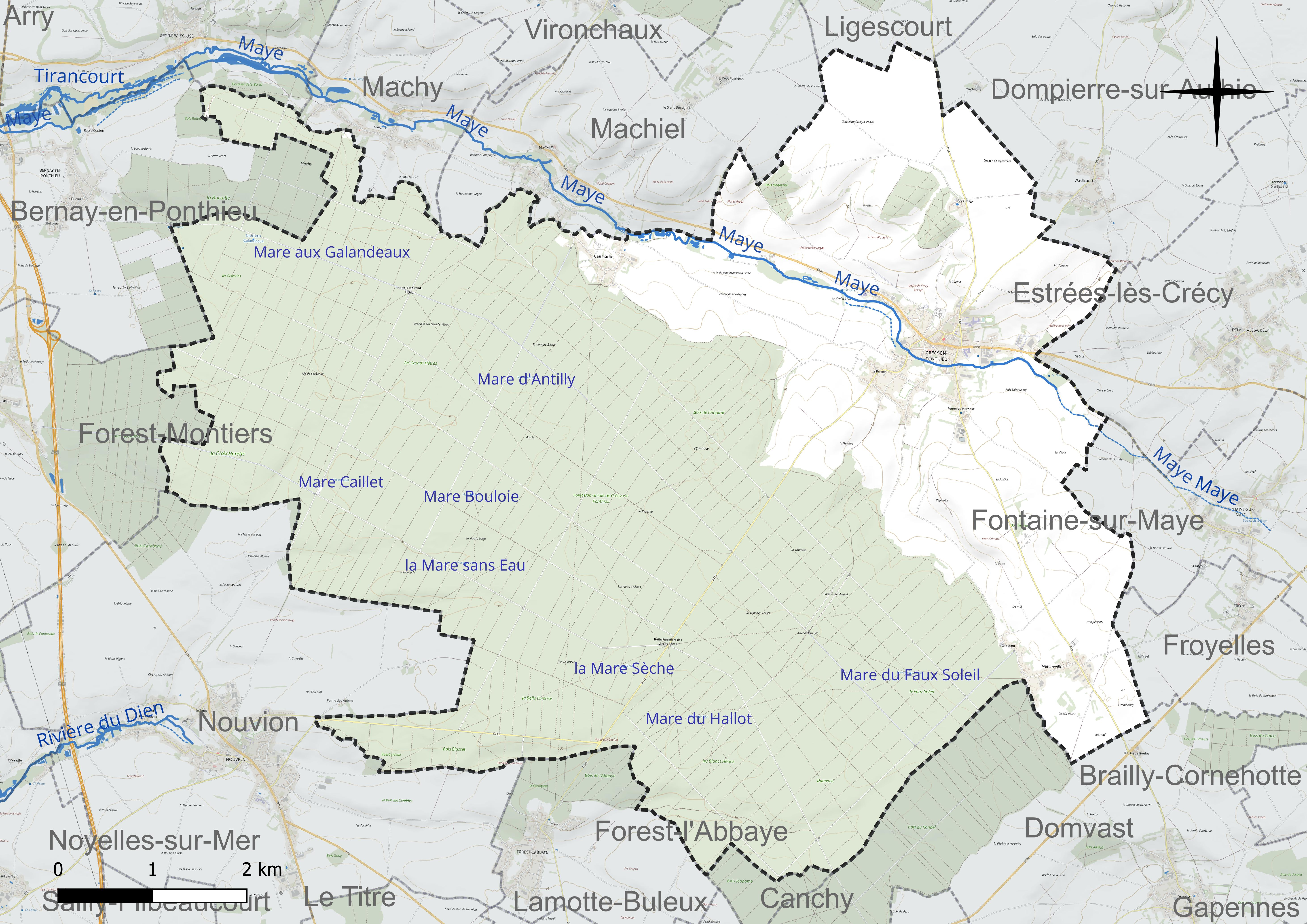
Réseau hydrographique de Crécy-en-Ponthieu.

Huit plans d'eau complètent le réseau hydrographique : la mare sans Eau, la mare Sèche, la mare aux Galandeaux, la mare Bouloie, la mare Caillet, la mare d'Antilly, la mare du Faux Soleil et la mare du Hallot,.

#### Gestion et qualité des eaux
Le territoire communal est couvert par le schéma d'aménagement et de gestion des eaux (SAGE) « Somme aval et Cours d'eau côtiers ». Ce document de planification concerne un territoire de 1 835 km2 de superficie, délimité par le bassin versant de la Somme canalisée. Le périmètre a été arrêté le 29 avril 2010 et le SAGE proprement dit a été approuvé le 6 août 2019. La structure porteuse de l'élaboration et de la mise en œuvre est le syndicat mixte d'aménagement hydraulique du bassin versant de la Somme (AMEVA).
La qualité des cours d'eau peut être consultée sur un site dédié géré par les agences de l'eau et l'Agence française pour la biodiversité.

### Climat
Pour des articles plus généraux, voir Climat des Hauts-de-France et Climat de la Somme.
En 2010, le climat de la commune est de type climat océanique altéré, selon une étude du CNRS s'appuyant sur une série de données couvrant la période 1971-2000. En 2020, Météo-France publie une typologie des climats de la France métropolitaine dans laquelle la commune est exposée à un climat océanique et est dans la région climatique Côtes de la Manche orientale, caractérisée par un faible ensoleillement (1 550 h/an) ; forte humidité de l'air (plus de 20 h/jour avec humidité relative > 80 % en hiver), vents forts fréquents.
Pour la période 1971-2000, la température annuelle moyenne est de 10,5 °C, avec une amplitude thermique annuelle de 13,3 °C. Le cumul annuel moyen de précipitations est de 840 mm, avec 12,4 jours de précipitations en janvier et 8,5 jours en juillet. Pour la période 1991-2020, la température moyenne annuelle observée sur la station météorologique la plus proche, située sur la commune d'Abbeville à 17 km à vol d'oiseau, est de 11,0 °C et le cumul annuel moyen de précipitations est de 806,2 mm,. Pour l'avenir, les paramètres climatiques de la commune estimés pour 2050 selon différents scénarios d'émission de gaz à effet de serre sont consultables sur un site dédié publié par Météo-France en novembre 2022.

### Milieux naturels et biodiversité
Au sud, le territoire est recouvert par la forêt composée essentiellement de hêtres et de chênes. Il s'agit d'un taillis sous futaie.

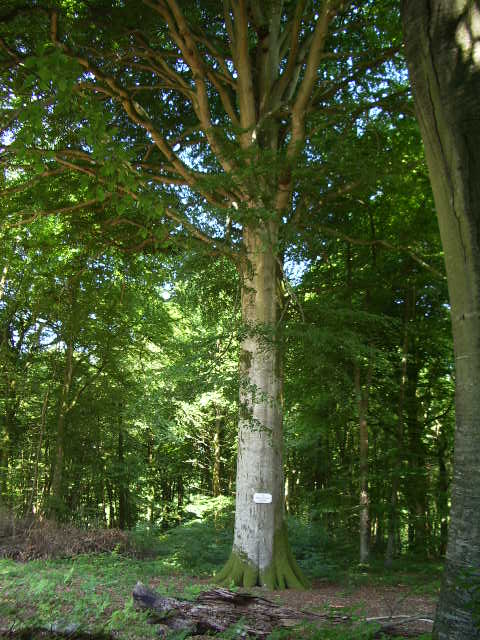
Le Bien venant, hêtre remarquable.
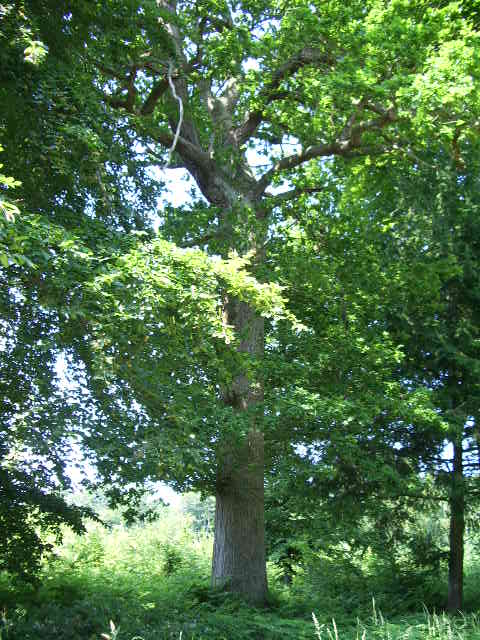
Le Rescapé, arbre remarquable.
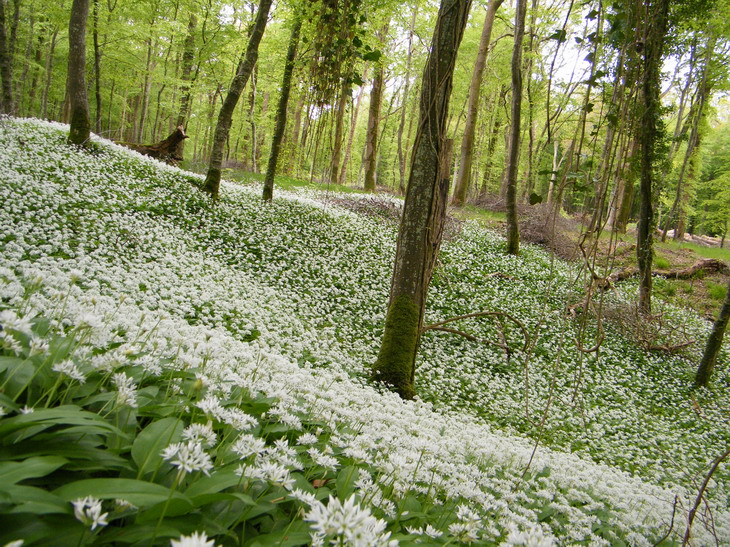
Ail des ours, en Forêt de Crécy.
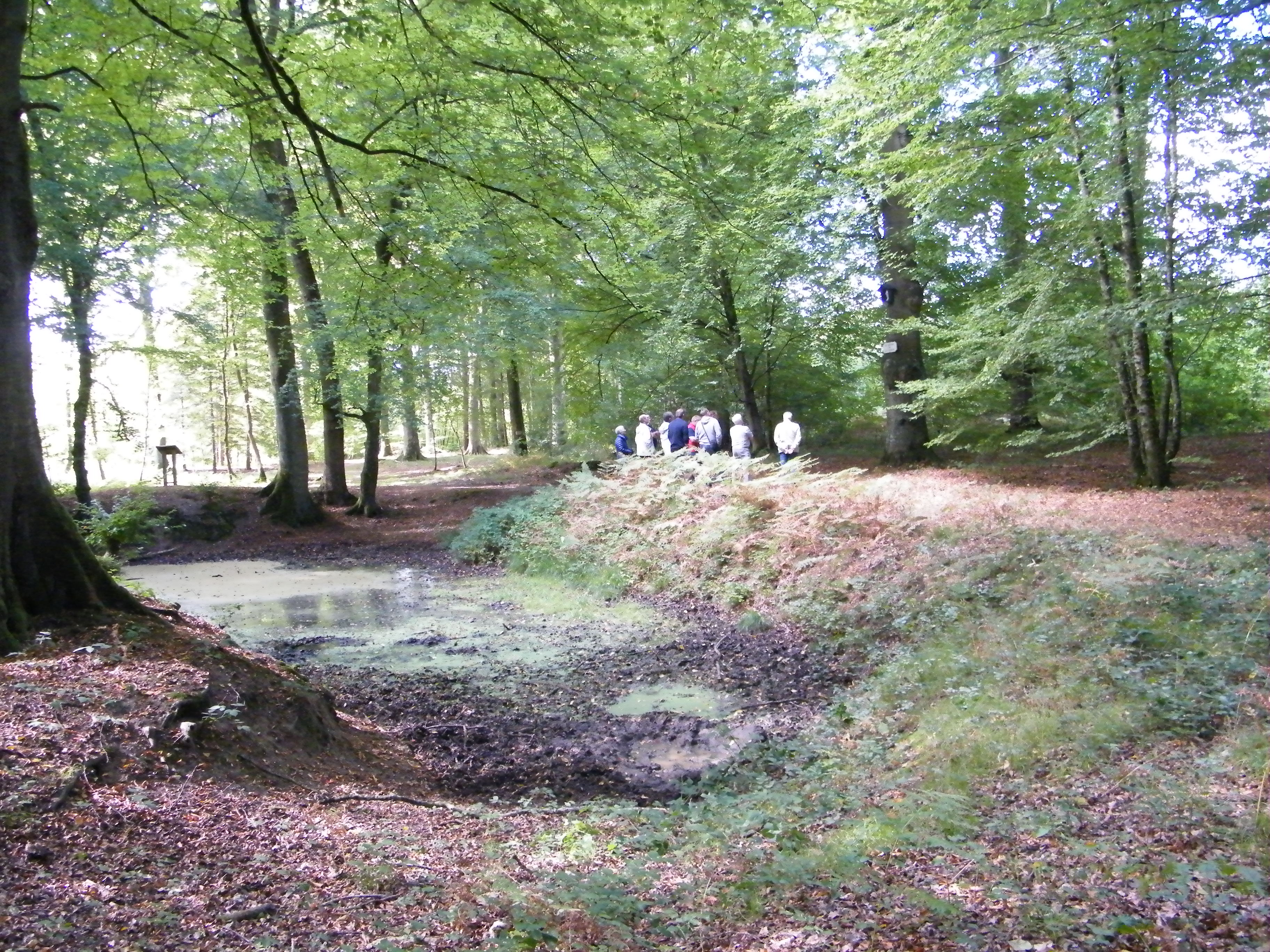
Hêtre de la Vierge et mare.

## Urbanisme

### Typologie
Au 1er janvier 2024, Crécy-en-Ponthieu est catégorisée bourg rural, selon la nouvelle grille communale de densité à sept niveaux définie par l'Insee en 2022.
Elle est située hors unité urbaine. Par ailleurs la commune fait partie de l'aire d'attraction d'Abbeville, dont elle est une commune de la couronne,. Cette aire, qui regroupe 73 communes, est catégorisée dans les aires de 50 000 à moins de 200 000 habitants,.
C'est la commune la plus étendue du département de la Somme.

### Occupation des sols

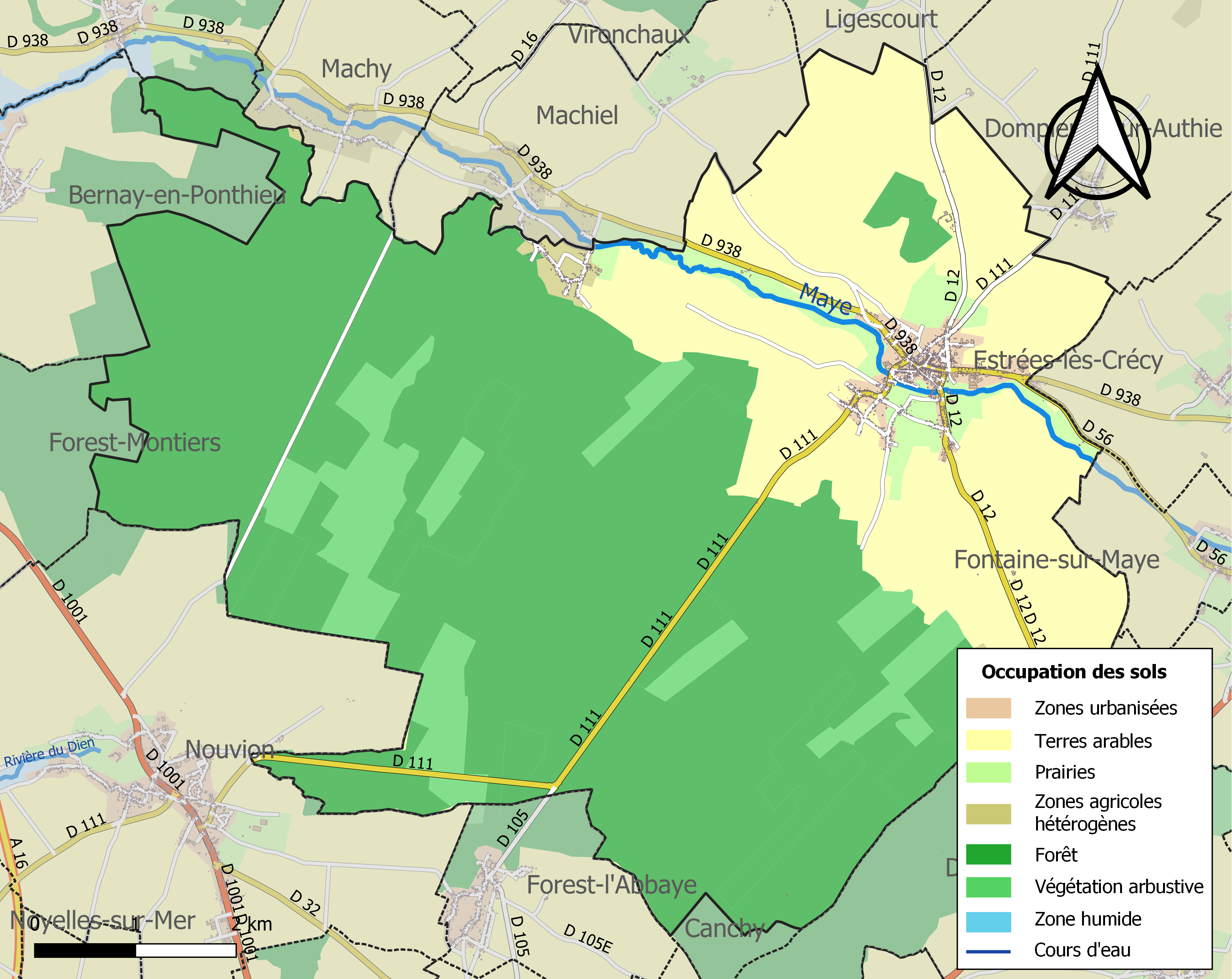
Carte des infrastructures et de l'occupation des sols de la commune en 2018 (CLC).

L'occupation des sols de la commune, telle qu'elle ressort de la base de données européenne d'occupation biophysique des sols Corine Land Cover (CLC), est marquée par l'importance des forêts et milieux semi-naturels (66,7 % en 2018), une proportion identique à celle de 1990 (66,7 %). La répartition détaillée en 2018 est la suivante : 
forêts (59,3 %), terres arables (26,4 %), milieux à végétation arbustive et/ou herbacée (7,4 %), prairies (3,6 %), zones urbanisées (1,7 %), zones agricoles hétérogènes (1,5 %). L'évolution de l'occupation des sols de la commune et de ses infrastructures peut être observée sur les différentes représentations cartographiques du territoire : la carte de Cassini (XVIIIe siècle), la carte d'état-major (1820-1866) et les cartes ou photos aériennes de l'IGN pour la période actuelle (1950 à aujourd'hui).

### Morphologie urbaine
La commune de Crécy-en-Ponthieu présente un habitat groupé. Le bourg de Crécy occupe une position de carrefour.

### Habitat et logement
En 2019, le nombre total de logements dans la commune était de 770, alors qu'il était de 759 en 2014 et de 722 en 2009.
Parmi ces logements, 74,9 % étaient des résidences principales, 11,3 % des résidences secondaires et 13,8 % des logements vacants. Ces logements étaient pour 88,4 % d'entre eux des maisons individuelles et pour 11,2 % des appartements.
Le tableau ci-dessous présente la typologie des logements à Crécy-en-Ponthieu en 2019 en comparaison avec celle de la Somme et de la France entière. Une caractéristique marquante du parc de logements est ainsi une proportion de résidences secondaires et logements occasionnels (11,3 %) supérieure à celle du département (8,3 %) et à celle de la France entière (9,7 %). Concernant le statut d'occupation de ces logements, 67,6 % des habitants de la commune sont propriétaires de leur logement (66,5 % en 2014), contre 60,2 % pour la Somme et 57,5 pour la France entière.
| Typologie                                               | Crécy-en-Ponthieu | Somme | France entière |
| ------------------------------------------------------- | ----------------- | ----- | -------------- |
| Résidences principales (en %)                           | 74,9              | 83,2  | 82,1           |
| Résidences secondaires et logements occasionnels (en %) | 11,3              | 8,3   | 9,7            |
| Logements vacants (en %)                                | 13,8              | 8,5   | 8,2            |

### Voies de communication et transports
En 2019, la localité est desservie par la ligne de bus no 16 (Hesdin - Abbeville) du réseau Trans'80, Hauts-de-France. La société Voyages Dumont effectue le service chaque jour sauf pendant les vacances scolaires, le dimanche et les jours fériés.

## Toponymie
Le nom de la localité est attesté sous la forme Crisciacum en 660 (cartulaire de l'Abbaye Saint-Bertin de Saint-Omer).
Il s'agit d'un type toponymique gaulois ou gallo-romain, basé sur le suffixe -(i)acum, d'origine celtique, marquant le lieu, puis la propriété et qui a généralement donné la terminaison -y dans la plupart des régions au nord de la France. L'élément Créc(i)- représente un anthroponyme, comme c'est souvent le cas. C'est sans doute le nom de personne gaulois Crixsius (Crixsos) bien attesté dans l'épigraphie gauloise et gallo-romaine et équivalent du latin Crispus, surnom signifiant « le Crêpu, le Frisé (de cheveux) ». Le celtique insulaire conserve ce mot : gallois crych, breton crech « frisé, crépu ».
Homonymie avec les nombreux Crécy, Crécey, Cressy, Cressac, Creyssac, Cressat, Créssé, Crissay, Crissé et Crissey, etc..
Le comté de Ponthieu est un ancien pays de France dont la capitale était Abbeville et la principale place-forte Montreuil.

## Histoire

### Préhistoire
Des cercles, des enclos préhistoriques et des tumulus ont été trouvés en forêt de Crécy aux lieux-dits : la Hutte des Grands Hêtres, les Grands Hêtres, le Poteau de Nouvion. Ils daterait de la Culture des champs d'urnes, à la fin de l'âge du bronze.
Un menhir se trouve au lieu-dit la Longue Borne.

### Antiquité
Crécy est occupée aux temps gallo-romains. On a retrouvé des armes, des monnaies, des objets de bronze et un cimetière datant de cette époque sur le territoire de la commune,.
Riquier de Centule aurait terminé sa vie dans la forêt de Crécy.

### Moyen Âge
Le comte de Ponthieu, Guillaume Talvas, accorda une charte de commune à la ville le 2 juin 1194.
En 1210, Guillaume III, comte de Ponthieu, fonda l'hôpital de Crécy

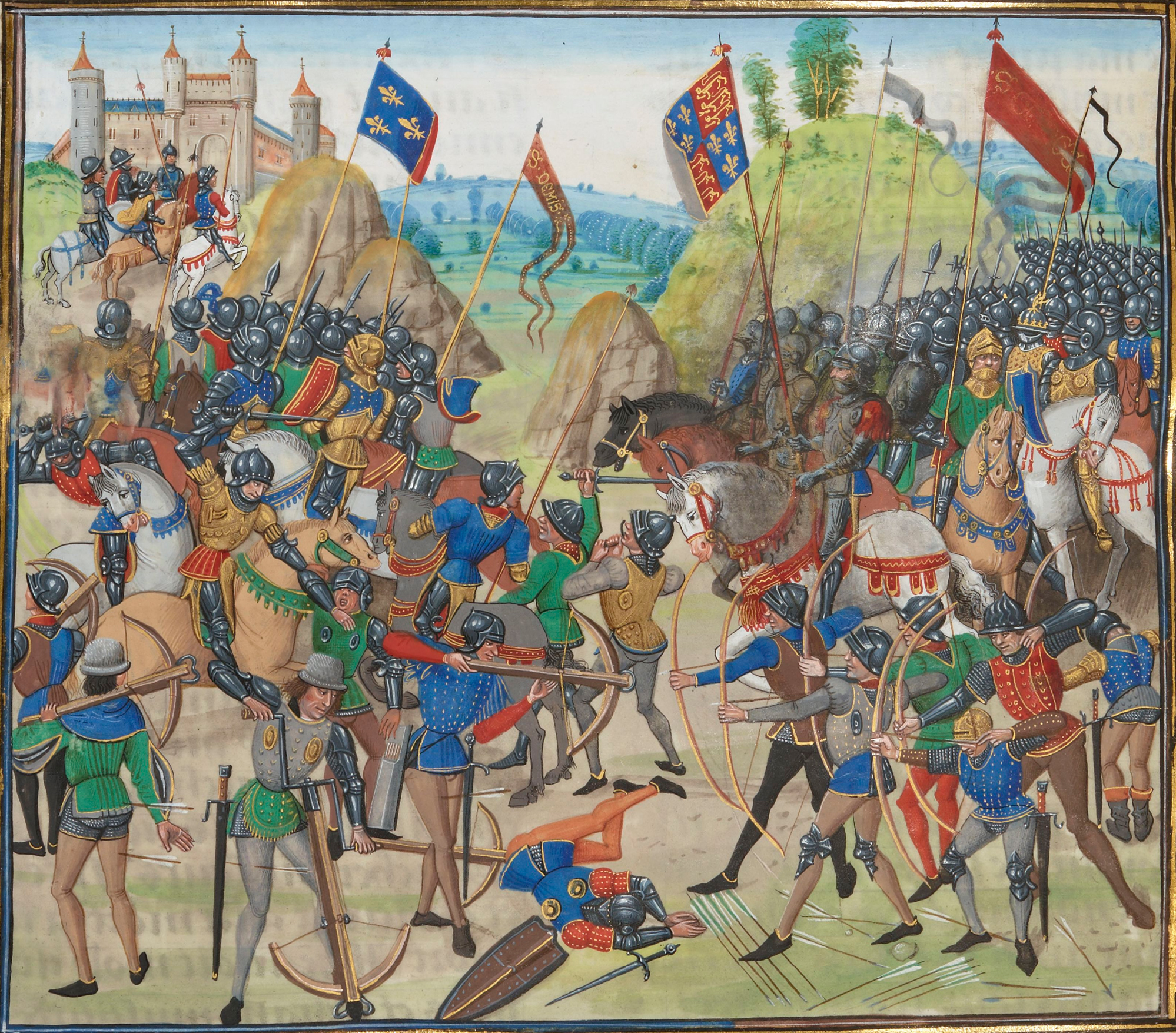
La bataille de Crécy, vue par un artiste ayant particulièrement « interprété » la topographie.

Le 26 août 1346, à l'ouest (entre le bourg de Crécy et le village d'Estrées-lès-Crécy) se déroula la Bataille de Crécy.
La chevauchée d'Édouard III d'Angleterre, au début de la guerre de Cent Ans, connut son apogée, le 26 août 1346, par une bataille en rase campagne entre Crécy et Estrées qui vit la victoire écrasante de l'armée anglaise sur l'armée du roi de France Philippe VI de Valois.
Plusieurs sites et monuments à Crécy et aux environs en gardent la mémoire :
- le Centre Historique Crécy la bataille, centre d'interprétation sur le Moyen Âge ;
- la croix de Bohême, en bord de route ;
- le mémorial à Jean de Luxembourg sur la Grand-Place de Crécy ;
- le moulin d'Edouard III à la sortie du bourg, sur la route de Dompierre-sur-Authie.

En 1358, le bourg de Crécy est brûlé pendant la Grande Jacquerie.
En 1435, les Écorcheurs sévissent dans la région de Crécy, le duc de Bedford tint garnison à Crécy. Charles Desmarest, capitaine de la ville de Dieppe, incendia Crécy.[réf. nécessaire]
Les rois Charles VI et Charles VII séjournèrent à Crécy. Le roi Louis XI vint chasser dans la forêt de Crécy où il fit construire un chenil.
Au XIVe siècle et au XVe siècle la seigneurie de Frettemeule, située sur le territoire de la commune actuelle de Crécy, appartenait à la famille de Bournonville.

### Époque moderne
Le roi François Ier vint chasser à Crécy, dans la première moitié du XVIe siècle.
En 1636, les habitants de Crécy mirent en pièces une armée espagnole. En représailles, les Espagnols incendièrent Crécy. Les habitants se réfugièrent pendant six ans dans la forêt.
En 1683, il existait une école de garçons à Crécy, et, en 1702, une école de filles.

### Révolution française et Empire
En 1790, une émeute éclate à Crécy à cause de la cherté du blé.
Lors de la Révolution française, en 1793, les titres de noblesse sont brûlés sur la place de Crécy.
En 1801, un ouragan déracine 24 000 arbres de la forêt.

### Époque contemporaine
En 1848, un escalier monumental est construit sur la place de Crécy pour faciliter l'organisation des premières élections au suffrage universel.[réf. nécessaire]

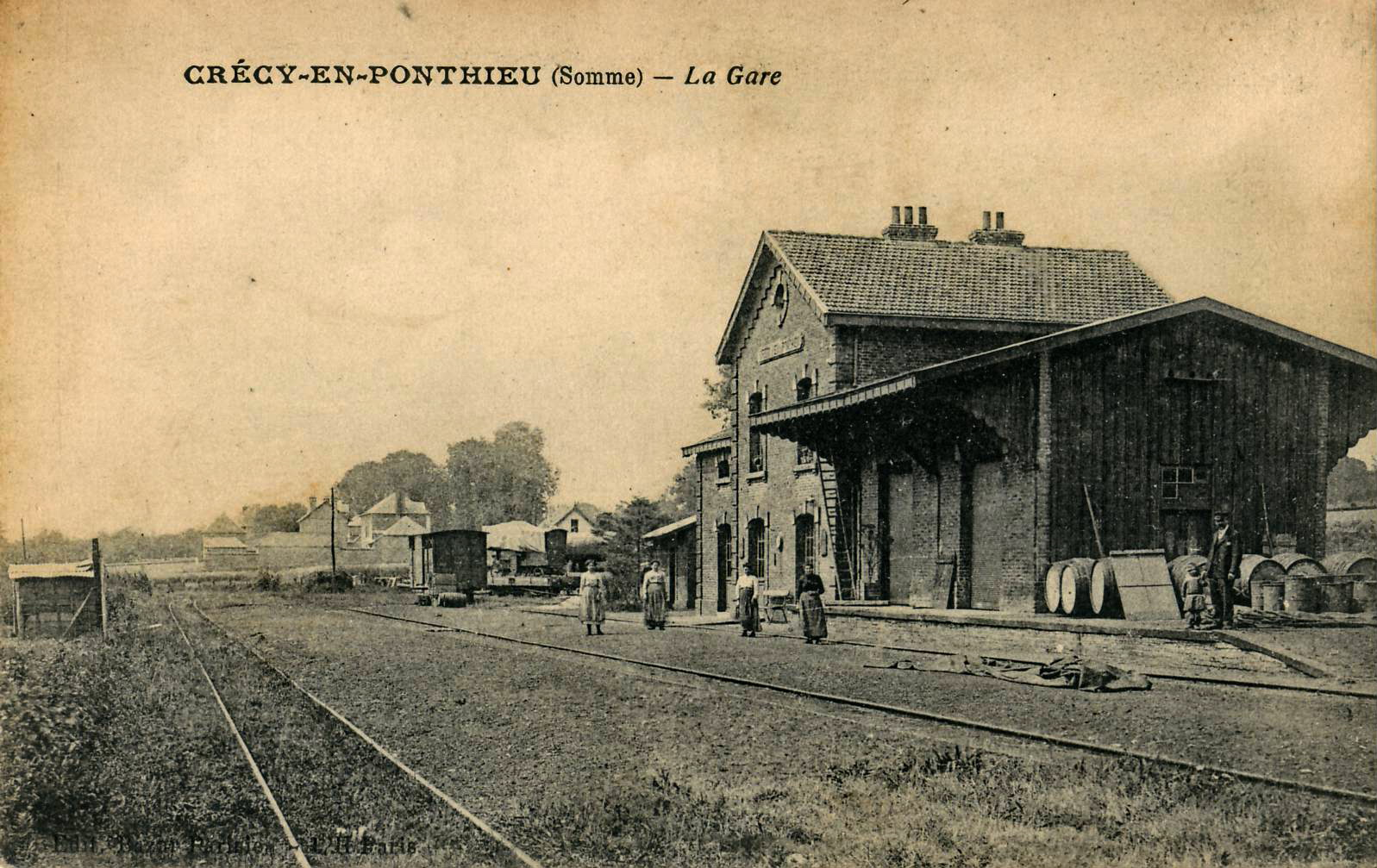
L'ancienne gare de Crécy.

De 1892 à 1951, une compagnie exploita la ligne des chemins de fer départementaux de la Somme d'intérêt local à voie métrique Abbeville-Dompierre-sur-Authie, longue de 31 km. La halte de la Forêt de Crécy était  un embranchement de voies vers une entreprise d'expédition de bois et une usine de phosphates ; la gare de Crécy-Estrées desservait une sucrerie. La ligne est fermée au trafic voyageur en 1947, et seul subsiste un trafic de marchandises entre Noyelles - Forest-l'Abbaye et Crécy jusqu'en 1951.

#### Seconde Guerre mondiale
Lors des combats de la Libération de la France, le 3 septembre 1944, Crécy est sur l'itinéraire de repli des dernières unités allemandes, appartenant au 67 Armee Korps qui refluent vers la Belgique, poursuivies par les unités du 2e Corps canadien. Une douzaine d'allemands non identifiés (il n'est pas certain que ce soit des membres d'une unité combattante et peut-être même pas du 67 AK) sont cachés ou se sont réfugiés dans un bâtiment à la sortie du village.
Ils sont surpris ou se sont rendus délibérément (on ne connait pas encore la vérité) aux gendarmes qui avaient été avertis par quelques jeunes excités, pressés d'en découdre à la veille de la Libération. Le groupe de gendarmes et de civils ramènent leurs prisonniers à la gendarmerie lorsqu'ils sont surpris par une colonne d'arrière garde allemande, forte d'au moins deux compagnies (entre 100 et 200 hommes) appartenant sûrement au 935 Grenadiers Régiment de la 245 ID fuyant Abbeville libérée par les Polonais de la 1re DB.
Le groupe se barricade dans la gendarmerie avec prisonniers, femmes et enfants des gendarmes et trois civils. La gendarmerie est alors encerclée par la colonne menaçante qui veut libérer les siens et punir cette initiative. Le rapport de force étant ce qu'il est, après quelques échanges de tirs, le commandant de la gendarmerie n'a pas d'autre solution que de se rendre.
Avant la reddition, deux gendarmes parviennent à s'échapper, les trois autres préférant rester auprès des femmes et des enfants. Le commandant de la gendarmerie réussit quant à lui, à faire fuir par l'arrière deux des civils âgés de 18 ans. Une fois la gendarmerie tombée, les 3 gendarmes restants et 4 civils (dont le fils du commandant de gendarmerie âgé de 17 ans) sont emmenés à la sortie du village. Les 6 hommes sont abattus froidement, un à un, devant le jeune fils du commandant de gendarmerie par deux lieutenants (certainement les commandants de compagnies). On ne sait pas pourquoi Michel Berle a été épargné.
Le 1er janvier 1973, l'ancienne commune de Marcheville est rattachée à Crécy-en-Ponthieu (fusion-association) et devient commune associée.

## Politique et administration

### Rattachements administratifs et électoraux

#### Rattachements administratifs
La commune se trouve dans l'arrondissement d'Abbeville du département de la Somme.
Elle était depuis 1793 le chef-lieu du canton de Crécy-en-Ponthieu. Dans le cadre du redécoupage cantonal de 2014 en France, cette circonscription administrative territoriale a disparu, et le canton n'est plus qu'une circonscription électorale.

#### Rattachements électoraux
Pour les élections départementales, la commune est membre depuis 2014 du  canton de Rue
Pour l'élection des députés, elle fait partie de la troisième circonscription de la Somme.

### Intercommunalité
Crécy-en-Ponthieu a été membre de la communauté de communes Authie-Maye, _établissement public de coopération intercommunale (EPCI) à fiscalité propre créé fin 2007 et auquel la commune avait transféré un certain nombre de ses compétences, dans les conditions déterminées par le code général des collectivités territoriales.
Dans le cadre des dispositions de la loi portant nouvelle organisation territoriale de la République du 7 août 2015, qui prévoit que les établissements publics de coopération intercommunale (EPCI) à fiscalité propre doivent avoir un minimum de 15 000 habitants, cette intercommunalité a fusionné avec sa voisine pour former, le 1er janvier 2017, la communauté de communes Ponthieu-Marquenterre dont est désormais membre la commune.

### Liste des maires
| Période                                  | Période                       | Identité         | Étiquette   | Qualité |
| ---------------------------------------- | ----------------------------- | ---------------- | ----------- | --- |
| Les données manquantes sont à compléter. |                               |                  |             | |
| 1965                                     | 1971                          | Pierre Brantrand | SFIO        | Directeur d'école publique |
| 1971                                     | 1989                          | Charles Ponchel  | PS          | Conseiller général de Crécy-en-Ponthieu (1978-1982) |
| mars 1989                                | mars 2014                     | Régis Lécuyer    | UDF puis NC | Notaire Conseiller général de Crécy-en-Ponthieu (1982 → 2015) Président de la CC Authie-Maye ( ? → 2014) Ancien président du syndicat mixte du Ponthieu Marquenterre Chevalier de la Légion d'honneur |
| mars 2014                                | En cours (au 20 juillet 2022) | Gérard Lheureux  |             | Réélu pour le mandat 2020-2026, |

### Distinctions et labels
Crécy-en-Ponthieu a été classée commune touristique par l'Etat en 2022, ce qui met en valeur le travail accompli et permet d'obtenir des financements majorés.

### Jumelages
Llantrisant (Pays de Galles) depuis 2015.

## Équipements et services publics

### Enseignement
La commune compte une école primaire de 211 élèves à la rentrée scolaire 2017-2018.
Un collège d'enseignement secondaire, le collège Jules-Roy s'y trouve également.

## Population et société

### Démographie

#### Évolution démographique
L'évolution du nombre d'habitants est connue à travers les recensements de la population effectués dans la commune depuis 1793. Pour les communes de moins de 10 000 habitants, une enquête de recensement portant sur toute la population est réalisée tous les cinq ans, les populations de référence des années intermédiaires étant quant à elles estimées par interpolation ou extrapolation. Pour la commune, le premier recensement exhaustif entrant dans le cadre du nouveau dispositif a été réalisé en 2004.

En 2022, la commune comptait 1 352 habitants, en évolution de −7,96 % par rapport à 2016 (Somme : −1,26 %, France hors Mayotte : +2,11 %).
| 1793  | 1800  | 1806  | 1821  | 1831  | 1836  | 1841  | 1846  | 1851  |
| ----- | ----- | ----- | ----- | ----- | ----- | ----- | ----- | ----- |
| 1 207 | 1 378 | 1 599 | 1 476 | 1 569 | 1 631 | 1 640 | 1 672 | 1 685 |

| 1856  | 1861  | 1866  | 1872  | 1876  | 1881  | 1886  | 1891  | 1896  |
| ----- | ----- | ----- | ----- | ----- | ----- | ----- | ----- | ----- |
| 1 624 | 1 732 | 1 748 | 1 682 | 1 686 | 1 666 | 1 652 | 1 614 | 1 592 |

| 1901  | 1906  | 1911  | 1921  | 1926  | 1931  | 1936  | 1946  | 1954  |
| ----- | ----- | ----- | ----- | ----- | ----- | ----- | ----- | ----- |
| 1 564 | 1 527 | 1 578 | 1 396 | 1 387 | 1 365 | 1 418 | 1 360 | 1 360 |

| 1962  | 1968  | 1975  | 1982  | 1990  | 1999  | 2004  | 2006  | 2009  |
| ----- | ----- | ----- | ----- | ----- | ----- | ----- | ----- | ----- |
| 1 419 | 1 398 | 1 595 | 1 583 | 1 491 | 1 577 | 1 551 | 1 548 | 1 517 |

| 2014  | 2019  | 2022  | - | - | - | - | - | - |
| ----- | ----- | ----- | - | - | - | - | - | - |
| 1 473 | 1 370 | 1 352 | - | - | - | - | - | - |

#### Pyramide des âges
La population de la commune est relativement âgée.
En 2018, le taux de personnes d'un âge inférieur à 30 ans s'élève à 30,3 %, soit en dessous de la moyenne départementale (36,4 %). À l'inverse, le taux de personnes d'âge supérieur à 60 ans est de 34,4 % la même année, alors qu'il est de 26 % au niveau départemental.
En 2018, la commune comptait 665 hommes pour 738 femmes, soit un taux de 52,6 % de femmes, légèrement supérieur au taux départemental (51,49 %).
Les pyramides des âges de la commune et du département s'établissent comme suit.
| Hommes | Classe d’âge | Femmes |
| ------ | ------------ | ------ |
| 1,8    | 90 ou +      | 4,5    |
| 8,5    | 75-89 ans    | 15,3   |
| 19,1   | 60-74 ans    | 19,0   |
| 22,1   | 45-59 ans    | 18,3   |
| 16,6   | 30-44 ans    | 13,9   |
| 13,3   | 15-29 ans    | 14,1   |
| 18,6   | 0-14 ans     | 14,9   |

| Hommes | Classe d’âge | Femmes |
| ------ | ------------ | ------ |
| 0,6    | 90 ou +      | 1,8    |
| 6,7    | 75-89 ans    | 9,4    |
| 17,2   | 60-74 ans    | 18,1   |
| 19,8   | 45-59 ans    | 19,1   |
| 18,2   | 30-44 ans    | 17,5   |
| 19,4   | 15-29 ans    | 18     |
| 18,2   | 0-14 ans     | 16,2   |

### Culture
- EMHISARC (Émulation historique et archéologique) : société savante fondée en 1968 qui a pour but de faire des recherches sur l'histoire de Crécy et de les transmettre. Elle a créé un musée à Crécy et le gère.
- La salle de Cinéma Le Cyrano a une capacité d'accueil de 270 places.

### Sports
- Football : « L'entente Auxi-le-Château - Crécy-en-Ponthieu », lors de la saison 2006/2007, a vu les 18 ans gagner leur championnat et atteindre la demi-finale de la Coupe du Ponthieu (défaite aux tirs au but contre Abbeville-US).

Le club du village, le CS Crécy-en-Ponthieu, évolue en 1re division du District de la Somme (2e échelon départemental et 10e échelon national). Il joue ses matchs au stade Eugène-Petit.

## Économie
Les activités économiques de Crécy sont surtout représentées par les services : commerce, artisanat, banque, tourisme, santé, enseignement maternel, primaire et secondaire (collège).
L'agriculture se diversifie : la commune dispose d'un vignoble mis en place dans le cadre du projet des 130, en référence aux 130 parcelles destinées à la production de vin blanc dans la région.

## Culture locale et patrimoine

### Lieux et monuments

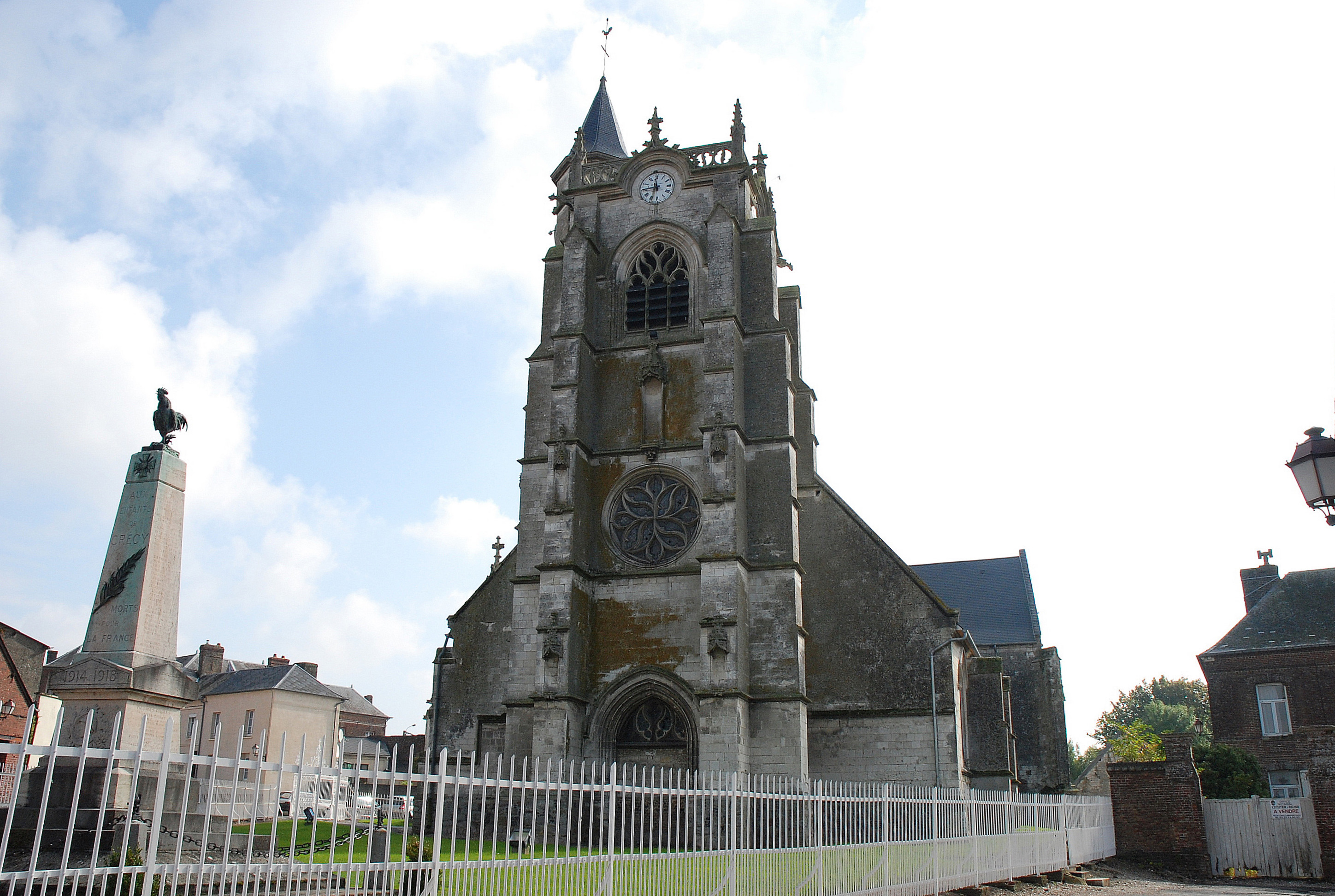
Église de Crécy-en-Ponthieu.

- Église Saint-Séverin, construite sur le plan d'une croix latine aux XVe-XVIe siècles. Les soubassements sont faits en damiers de grès et de silex. De style gothique flamboyant, restaurée au début du XXe siècle, elle est dominée par un clocher-porche dont le portail a été muré.
Les orgues construites en 1899 par le facteur rouennais Narcisse Duputel possèdent une console à deux claviers de 56 notes et un pédalier de 30 notes. La transmission se fait par une machine Barker. Les tuyaux sont en étain et le cornet provient de l'orgue de Chambry[Lequel ?] (1857)[48]  Classé MH (2014, objet).

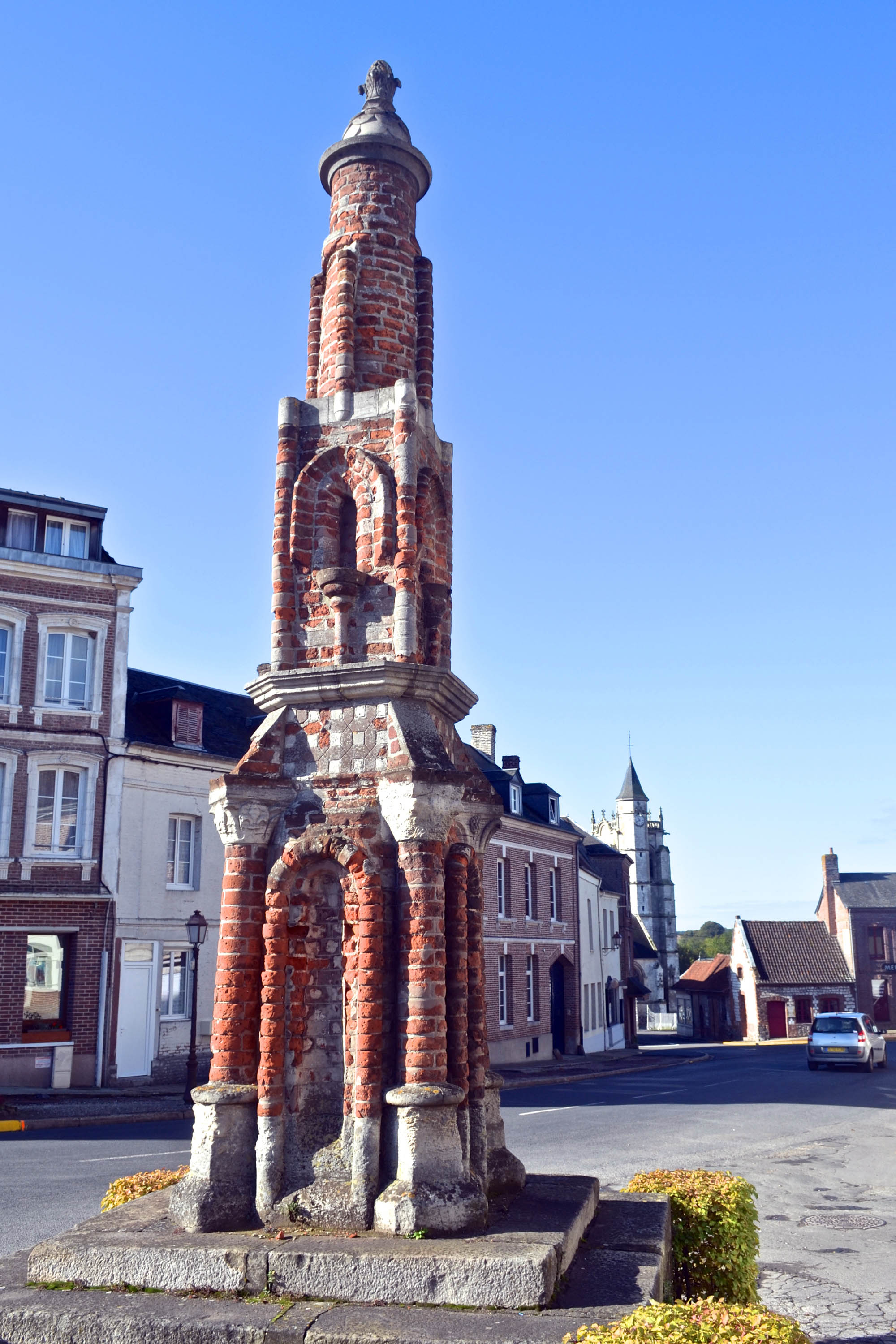
La Croix du bourg.

- Croix du bourg, parfois appelée « lanterne des morts »[49], son origine et sa fonction initiale restent controversées[50]. Certains chercheurs ont tenté une analogie avec une douzaine d'édifices du même type qui auraient été érigés (à la fin du XIIIe siècle) en Angleterre[51] là où passa la dépouille funèbre d'Éléonore de Castille[52]. Une tradition, rapportée par l'instituteur en 1890, évoque l'érection de ce monument par les bourgeois de la cité en souvenir de l'accès de celle-ci au statut de commune[53].
D'autres estiment que la facture d'ensemble et l'appareil en brique éliminent toute possibilité d'une date antérieure au XVIe siècle.
Dans son état actuel, cette structure en brique et pierre, à la silhouette très effilée, n'évoque en rien son libellé de croix, ce qui surprend forcément. Plusieurs restaurations et modifications peuvent être attestées[54], au moins par des documents iconographiques postérieurs à la Révolution française. Des gravures et dessins du XIXe siècle attestent la présence d'une croix de fer forgé fixée en son sommet[55], qui fut dans un premier temps remplacée par une autre, plus épaisse, en pierre[56]. De nos jours, et depuis la séparation de l'Église et de l'État[57], cette dernière fait place à une pomme de pin réalisée en pierre.
Dressé sur un socle de brique, l'édifice présente quatre niveaux sous cette pomme de pin. Les trois niveaux inférieurs sont de section carrée, avec une colonne à chaque angle, alors que celui du dessus est cylindrique.
Chaque colonne du niveau le plus bas est ornée d'un chapiteau, présentant chacun trois faces. Un chapiteau est orné d'une fleur de lys sur chaque côté, alors que les autres arborent une pomme de pin encadrée de part et d'autre d'une large feuille dressée.
La transition entre le premier niveau et le second est assurée par une partie intermédiaire en pyramide tronquée, décorée sur chaque face par un damier de briques. Un pierre horizontale au bord mouluré assure le maintien du deuxième niveau qui, comme le précédent, a chacune de ses faces occupée par une sorte de niche étroite et peu profonde, au sommet en plein-cintre.
La pierre plate séparant les deuxième et troisième niveaux présente la particularité d'une excroissance à chaque angle et au milieu de chaque côté, assurant par une rotation de 45 degrés la fin des colonnes inférieures et le début des colonnes supérieures.
Jusque vers la Première Guerre mondiale, chaque angle du socle de l'édifice était protégé par un bloc de grès en guise de chasse-roue. Ces quatre blocs en grès mériteraient de retrouver leur place afin de protéger le monument d'une malencontreuse manœuvre d'un véhicule.
Une gravure et une photo du XIXe siècle montrent à proximité immédiate une sorte de potence à deux bras munis de crochets[58]. L'emploi de cet équipement semble avoir été oublié de nos jours. Pourrait-il s'agir d'une sorte d'étal ou de table utilisé les jours de marché (une carte postale ancienne désigne cet endroit comme « le marché au beurre ».) ou justement d'un support permettant de suspendre des lumières (ce qui expliquerait peut-être alors la variante du nom de l'édifice : la lanterne des morts) ?

- Église Notre-Dame-du-Bon-Secours
- Église du hameau de Marcheville.

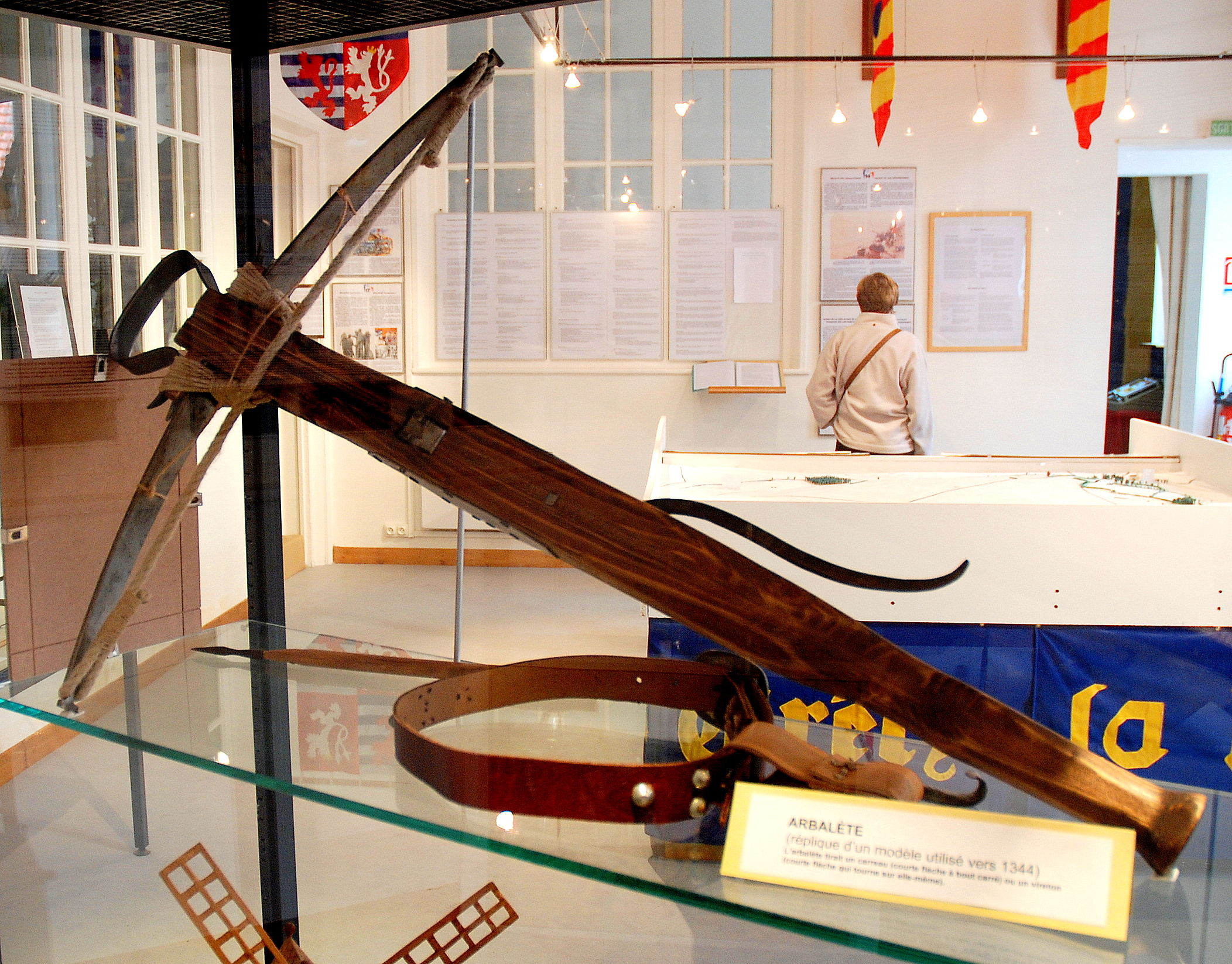
Réplique d'une arbalète exposée dans une vitrine du Musée municipal Emhisarc.

- Chapelle Notre-Dame-de-Lourdes à Marcheville, bénie en septembre 1883[59].
- Musée Emhisarc, dont le nom est tiré de l'abréviation de l'association locale qui l'a créé et qui le gère, « Émulation historique et archéologique ». 
Bénéficiant de locaux réaménagés, il est consacré à l'histoire de Crécy et des environs et expose de nombreux objets, maquettes, illustrations : 
  - géologie ;
  - archéologie (artefacts) :
    - paléontologie ;
    - Préhistoire ;

  - Bataille de Crécy ;
  - Seconde Guerre mondiale.

Le musée a fermé ses portes en novembre 2019. Un nouveau centre d'interprétation voit le jour en 2021. Le Centre Historique Crécy la bataille est dédié au Moyen Âge et à la célèbre bataille de Crécy (1346).

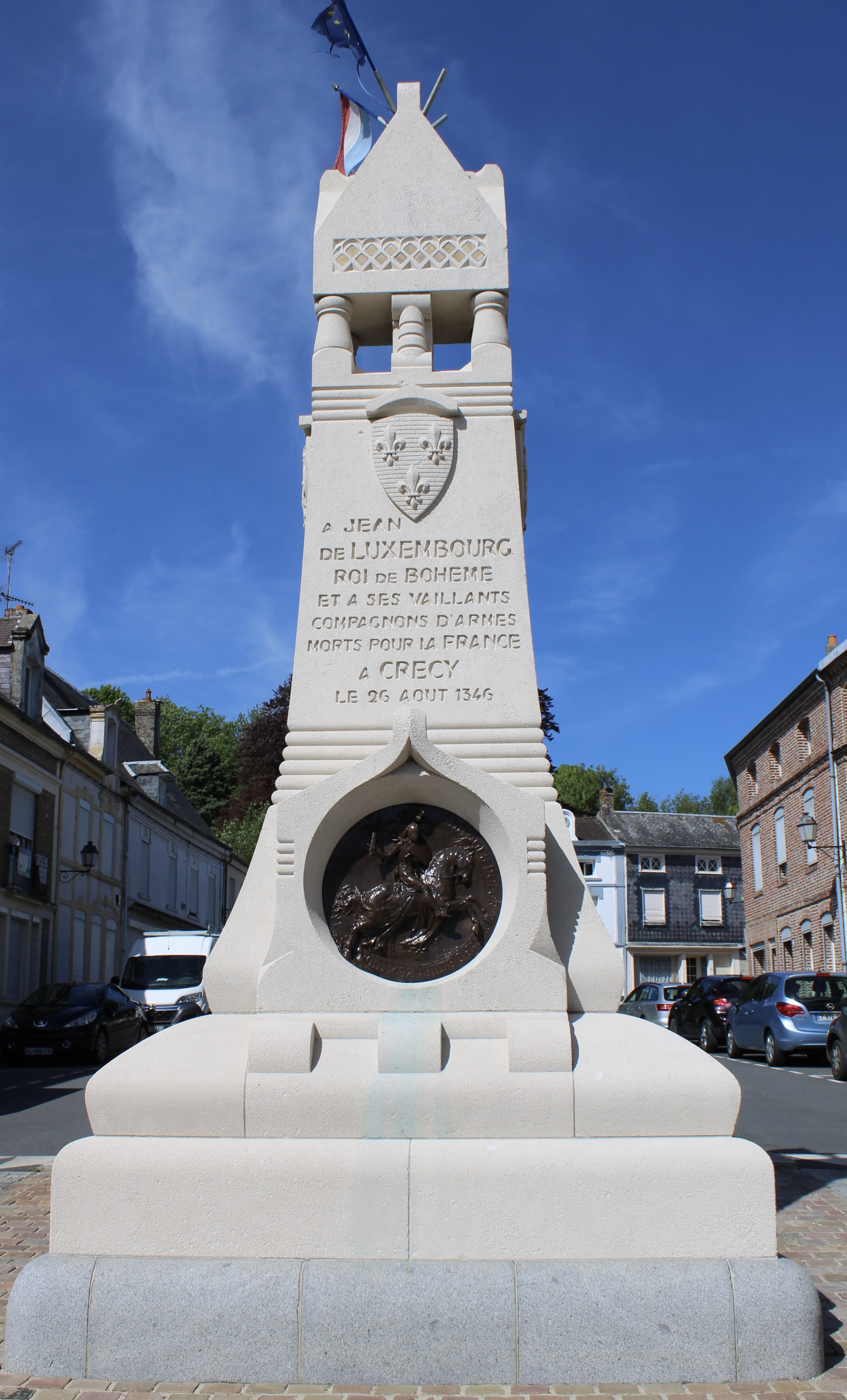
Monument à Jean de Luxembourg, roi de Bohême.

- Mémorial à Jean de Luxembourg, roi de Bohême 
Ce mémorial, œuvre du sculpteur Emmanuel Fontaine, dressé sur la place du bourg, est dédié au prince « aveugle », Jean de Luxembourg, roi de Bohême, petit-fils de Saint-Louis du côté maternel et familier de la cour de Philippe VI de Valois. Il jouissait d'un grand prestige et par convention s'était engagé à soutenir le roi de France avec des troupes en cas de conflit. C'est ainsi que, malgré son infirmité[Note 4], il prit part, à Crécy, au combat aux côtés du roi de France en 1346 et y fut tué.
L'érection de ce monument en 1905 fut financée grâce à une souscription internationale en France, Bohême et Luxembourg. Sur le piédestal a été gravée cette inscription : « A Jean de Luxembourg roi de Bohême et à ses vaillants compagnons d'armes morts pour la France à Crécy le 26 août 1346. »

- Moulin d'Édouard III 
Le moulin fut détruit au XIXe siècle. Le lieu-dit Moulin d'Édouard III rappelle un détail pittoresque de la bataille[60]. C'est de ce moulin d'Édouard III aurait observé le déroulement de la bataille. Le site, juste à la sortie de la bourgade, est aménagé pour permettre d'embrasser du regard le champ de bataille. Une tour d'observation en bois (à deux étages) s'y dresse depuis 1984.

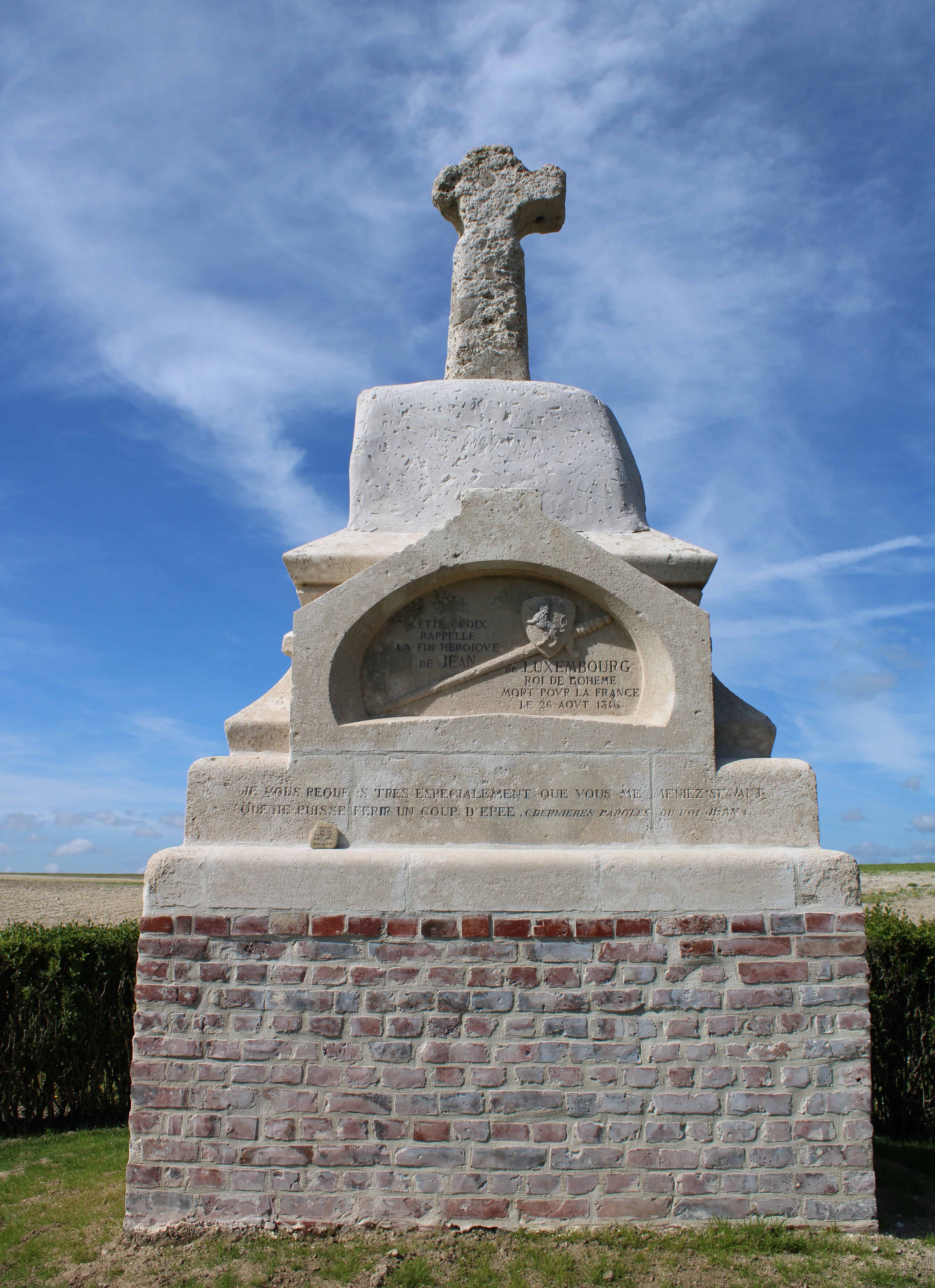
Croix de Bohême.

- Croix de Bohême
Dressée en pleine campagne, sur le territoire de la commune d'Estrées-lès-Crécy, au bord la route de Fontaine-sur-Maye, sur les lieux supposés de la mort du roi de Bohême Jean Ier, cette croix, très ancienne et usée par l'érosion daterait du XIVe siècle. C'est le plus ancien monument commémoratif de la bataille de Crécy connu. Le monument fut légèrement déplacé et son socle rénové en 1902.
- Monuments aux morts *
  - Monument aux soldats du canton de Crécy-en-Ponthieu pour la guerre franco-allemande de 1870.
  - Le monument aux morts 1914-1918 de Crécy fut réalisé pendant l'entre-deux-guerres par l'entreprise Delwaulle d'Hesdin. C'est un modèle courant de coq gaulois choisi par de nombreuses communes[61].
  - Stèle à la mémoire des six fusillés du 3 septembre 1944.

- Forêt domaniale de Crécy 
Traversée par la RD 105, c'est la plus vaste forêt du département (~4 300 ha). Jadis beaucoup plus vaste, elle fut défrichée en partie par les moines des abbayes de bénédictins de Forest-Montiers et de bernardins de Balance, transportés ensuite à  l'abbaye de Valloires[62]. Elle est plantée surtout de hêtres, de chênes et de résineux de plantation plus récente. On peut y voir plus d'une dizaine d'arbres remarquables.

### Personnalités liées à la commune
- Simon de Melun (1250-1302), maréchal de France, sire de La Loupe et de Marcheville.
- Jean Lemoine (1250-1313), cardinal, évêque de Poitiers et légat apostolique de Boniface VIII auprès de Philippe le Bel, naquit à Crécy.
- Jean Ier de Bohême (1296-1346), roi de Bohême, y perdit la vie au combat.
- Ferdinand-Denis de Crécy (1744-1814), comte de Crécy, député de la noblesse pour la sénéchaussée de Ponthieu aux États généraux de 1789, partisan de la monarchie, il correspond avec les agents du roi. Il est membre du Conseil des Anciens pour le département de la Somme sous le Directoire[63].

### Héraldique
| Blason de Crécy-en-Ponthieu | Blason  | D'azur à trois croissants entrelacés d'or. Ornements extérieurs - Médaille d'argent « pour le mérite » de la ville de Prague. Décret de l'Assemblée municipale de Prague du 3 juillet 1905 : « L'assemblée municipale de la capitale royale de Prague a conféré, en séance du 3 juillet 1905, la médaille d'argent pour le mérite de la ville de Crécy, sur les champs de bataille de laquelle est mort en héros pour la France, le 26 août 1346, Jean de Luxembourg, roi de Bohème et où, au rang de ses compagnons d'armes, se trouva Charles, prince héritier du royaume de Bohème ». - Croix de guerre 1939-1945 avec étoile de bronze. Citation à l'ordre du régiment du 11 novembre 1948 : « Occupé pendant toute la guerre, a supporté courageusement le joug de l'envahisseur. Dix-neuf de ses enfants ont été tués dont six furent fusillés par les Allemands et deux morts en déportation. Sa population a, malgré les violents bombardements (en particulier ceux de juin 1944) et les souffrances subies, su garder intacte sa confiance dans la victoire finale ». |
| Blason de Crécy-en-Ponthieu | Détails | Les armes de la commune sont des armes parlantes (Crécy /croissant) comme celles de Crécy-la-Chapelle. Leur origine est inconnue. Le comte de Ponthieu octroya une charte communale à Crécy en 1194. Le statut officiel du blason reste à déterminer. |

.

## Pour approfondir